# Sokolski dom Tabor
Sokolski dom na Taboru v Ljubljani je bil zgrajen po načrtih Ivana Vurnika med letoma 1923 in 1926 (dokončan 1927). Stavbo je naročilo športno društvo Sokol; to je bil eden prvih večjih pokritih športnih objektov v Sloveniji. Stoji na vzhodni strani  Ljubljane. Območje Tabor je vzhodno od samostana lazaristov ob cerkvi Srca Jezusovega in južno od nekdanjih vojašnic, blizu Slovenskega etnografskega muzeja.

## Zgodovina
Na območju današnje Vidovdanske ceste in Tabora so v 17. stoletju prirejali živinske sejme, zato so prostor imenovali Kravja dolina. Čez območje je vodila srednjeveška cesta iz mesta v smeri Šmartnega. V bližini, Na Friškovcu, so nekdaj stale vislice.
Leta 1886 so v bližini Tabora zgradili Belgijsko vojašnico, v letih 1879 do 1883 tudi cerkev Srca Jezusovega in misijonsko hišo lazaristov. Stavbe so ob dveh straneh obstopile nov trg. Župan Hribar je zahteval ureditev parka, Mestna občina pa je zemljišče prodala Sokolskemu društvu. Telovadno društvo je bilo v tradiciji čeških sokolov ustanovljeno aprila 1869.
Načrte za zgradbo je po natečaju izdelal Ivan Vurnik. Gradnjo je vodil in nadzoroval njegov sošolec iz Tehniške visoke šole na Dunaju Ladislav Bevc, ki je bil član taborskega društva Sokol I. Načrte za ostrešje doma je prispeval inženir Stanko Dimnik.
Ker je Vidovdanska cesta prečkala omenjeno zemljišče, so morali promet preusmeriti okrog njega, s tem pa so pretrgali diagonalno povezavo mestnega centra s Šmartinsko cesto. Zemljišče je bilo v tem času velika jama, ki so jo uporabljali kot smetišče. Odstranjevanje smeti je podaljšalo gradnjo, ki je na koncu stala 7,5 milijona dinarjev. Dom na Taboru so zgradili v letih 1923 do 1926.

## Arhitektura
Stavba je zgrajena in ornamentirana v slovenskem nacionalnem slogu. Fasado je arhitekt oblikoval v kombinaciji narodnih in geometriziranih motivov in je na vseh straneh rumeno ometana. Vsa štiri pročelja so horizontalno razdeljene v tri dele: spodnji, polkletni del z masivnimi nizkimi stebri brez baz in kapitelov, med katerimi so večdelna okna. Nad njim je dvignjeno pritličje, ločeno z rahlo profiliranim venčnim zidcem in pasom oken. Nadstropje je kot spodnji oblikovan kot stebrišče, ki v sredini južne fasade preide v šilasto ločno zaključeno triforo. Tlorisno simetrično zasnovana stavba ima dva vhoda. Dom ima eno veliko obokano telovadno dvorano, ki sega v podstrešje in ima dimenzije: 31 m (dolžina) x 16 m x (širina) x 13 m (višina) ter dve manjši dvorani in pomožne prostore. Notranjost je prostorna in bogato osvetljena skozi okna ter zastekljeni del strehe. Stene velike dvorane so sestavljene iz vrste stebrov, med katerimi se vse do stropa vrstijo velika obokana okna.